# Quadrívio
Quadrívio (em latim: quadrivium; de quatro e via: caminho, ou seja os "quatro caminhos") era o conjunto de quatro matérias — aritmética, geometria, astronomia e música — ensinadas nas escolas helênicas na fase inicial do percurso educativo, cujo ápice eram as disciplinas teológicas. A educação era iniciada com o trívio — gramática, lógica e retórica — as primeiras três das sete artes liberais, seguindo-se as restantes quatro, que formavam o quadrívio. O quadrívio foi desenvolvido por Marciano Capela, que tentara desta forma sistematizar todo o conhecimento humano, e organizado depois por Pedro de la Ramée. Na obra A República, de Platão, Sócrates faz referência aos pitagóricos ao discorrer sobre o quadrívio.
No tetráctis de Pitágoras, é possível encontrar uma formulação do quadrívio através divisão da matéria entre unidade, poder, harmonia e cosmos. No mesmo sentido, as artes liberais estiveram separadas em trívio e quadrívio em alguns momentos históricos. Pode-se agrupar os conteúdos do trívio como pertinentes à mente – divididos entre gramática, retórica e lógica. Essa tríade do conhecimento deveria seguir três objetivos: a beleza, a bondade e a verdade, para, através desses postulados, conhecer a totalidade da sabedoria. O quadrívio, por sua vez, é dedicado às artes liberais pertinentes à matéria.
As quatro áreas de estudo que compõem o quadrívio se encontram, de alguma forma, relacionadas aos números. Isso é evidente na aritmética, que cuida das relações possíveis entre os números (nas operações de adição, subtração, multiplicação e divisão). No que diz respeito à geometria, as formas no espaço são mensuráveis através dos números. A música, por sua vez, é considerada como a aplicação da aritmética às melodias. E a astronomia, que cuida dos movimentos dos astros, é explicada como o estudo dos números no tempo e no espaço, das formas resultantes dos movimentos. Na Grécia Antiga, considerava-se que era preciso estudar cada uma das disciplinas do quadrívio na sequência. Esta era a base dos estudos superiores, conforme foi apresentado por Sócrates em A República, de Platão.
Como mencionado anteriormente, o trívio e o quadrívio completavam o quadro das sete artes liberais, cujo centro estava no pensamento e na reflexão. As setes artes liberais, por sua vez, buscavam o conhecimento unificado e verdadeiro do cosmos. Para Platão, a educação deveria recordar o que foi esquecido pela nossa alma. Desta forma, as sete artes liberais propunham, a partir de suas disciplinas, buscar reacender na alma o conhecimento unificado que foi esquecido. De acordo com Critchlow (2014), 
“A alma, que Sócrates provou ser imortal no Fédon, vem de uma posição de completo conhecimento antes de nascer no corpo. Recordar — o ponto principal da educação — significa trazer novamente ao coração algo que ficou esquecido. O objetivo de estudar essas disciplinas era ascender de volta à Unidade através de uma simplificação, baseada na compreensão prática de cada área do quadrívio.”

## Os sofistas
Nada do que os sofistas escreveram sobreviveu, mas houve trabalhos de reconstituição, segundo os quais os sofistas fizeram estudos sobre os métodos educativos que os precederam, investigações sobre as condições prévias de toda a educação, e o problema da relação entre a natureza e o fluxo educativo exercido sobre o indivíduo. Essa retrospectiva aponta para a ideia de que os fundamentos da educação estavam na natureza e que, através do ensino e do exercício, seria possível criar no homem uma segunda natureza. A partir do momento em que o homem passa a ser visto como submetido às leis da natureza, nasce um conceito mais amplo de natureza humana. O sistema pedagógico dos sofistas entendia o ser humano como uma totalidade formada por corpo e alma, naturalmente voltado para o bem (ainda que a definição de bem variasse de autor para autor). 
Segundo Protágoras, um sofista célebre, o processo de educação deveria iniciar-se com o cultivo do espírito, partindo da alfabetização, passando pela música, para culminar com a educação do corpo, em fase mais avançada, na ginástica. As ideias de formar a alma a partir da harmonia e do ritmo da poesia, ou de que a Música podia ser impressa na alma para fazê-la rítmica e harmoniosa, estavam presentes em Protágoras, autor da frase segundo a qual "o homem é a medida de todas as coisas". Outro pensador, Plutarco, relacionou educação e cultura para apresentar a ideia de que o homem é um solo pronto para ser cultivado

## Idade Média
O trívio e o quadrívio foram utilizados nas universidades medievais como porta de entrada para o ensino superior, além de comporem a fase inicial do percurso educativo. Nos escritos de Boécio (c. 480 – c. 524), especialmente na obra De institutione arithmetica, encontra-se a primeira referência do termo quadrívio para as disciplinas consideradas indispensáveis à aquisição do saber. Para o autor, não existia antagonismo entre a procura racional e a fé, pois através do estudo intelectual da natureza o homem era capaz de chegar a Deus. A partir de Boécio sobressai a distinção entre física e metafísica, ou entre corpo e alma. A partir disso, estudar as artes liberais tornou-se a experiência de trabalhar produtivamente dentro da tensão entre teoria e prática. 
Ao longo da Idade Média o trívio e o quadrívio ganharam importância crescente. Gerbert d’Aurillac, o Papa Silvestre II, eleito em 999 d.C., havia sido professor de dialética e quadrívio em Reims, na França. Os clérigos que aprendiam latim e estudavam os escritos sagrados podiam tentar a admissão para as artes liberais antes da progressão na Filosofia. Por sua vez, o estudo em Filosofia, na Idade Média, agrupava quatro áreas: a teórica (teologia, física e matemática), a prática (ética), a lógica (aprimoramento das artes do trívio) e a mecânica (navegação, agricultura, medicina e outros). Nessa etapa, o estudante se especializava no conteúdo que lhe era mais afeito.

## Educaçãoporeparamulheres
No século XII, é possível encontrar uma educação baseada nas artes liberais por e para mulheres. Herrad de Landsberg, freira e abadessa da Abadia de Hohenburg nas montanhas Vosges na Alsácia, é autora de uma enciclopédia pictórica chamada Hortus deliciarum. Esta obra enciclopédica continha a mais famosa imagem da educação das Artes Liberais para mulheres da abadia, apresentando-se como uma compilação de ideias tiradas da filosofia, teologia, literatura, música, artes e ciências. O prólogo da enciclopédia descreve seu propósito e confirma a autoria.
A compilação ocorreu entre os anos 1167 e 1185 e contém as ideias mais significativas da humanidade. O manuscrito original foi queimado em 1870 mas foi reconstruído a partir de cópias e registros preexistentes. É um testemunho valioso de uma comunidade monástica feminina das últimas décadas do século XII, além de ser produto de uma mente feminina e de artistas mulheres. 